# Juno Award/Video of the Year
Der Juno Award für das Video of the Year wird seit 1984 vergeben. Der Preis wird für das beste Musikvideo eines kanadischen Regisseurs vergeben. Dabei richtet sich die Nominierung nach der Nationalität des Regisseurs, der Künstler muss nicht aus Kanada stammen.
Der Preis firmierte bis 2002 als Best Video.

## Gewinner

### Best Video (1984–2002)
| Jahr | Sieger               | Video                                        | Nominierungen | Ref.  |
| ---- | -------------------- | -------------------------------------------- | --- | ----- |
| 1984 | Rob Quartly          | Sunglasses at Night (Corey Hart)             | - Robert Fresco – Rise Up (Parachute Club) - Rob Quartly – Doesn't Really Matter (Platinum Blonde) - Rob Quartly – Standing in the Dark (Platinum Blonde) - Rob Quartly – I Want You Back (Sherry Kean)                                                     | [ 2 ] |
| 1985 | Rob Quartly          | A Criminal Mind (Gowan)                      | - Robert Bouvier – Go for Soda (Kim Mitchell) - Rob Quartly – Never Surrender (Corey Hart) - Rob Quartly – You're a Strange Animal (Gowan) - Deborah Samuel und Lorraine Segato – At the Feet of the Moon (The Parachute Club)                              | [ 3 ] |
| 1986 | Greg Masuak          | How Many (Rivers to Cross) (Luba)            | - Rob Quartly – Cosmetics (Gowan) - Rob Quartly – Don't Forget Me (When I'm Gone) (Glass Tiger) - Rob Quartly – Harmony (Ian Thomas) - Lorraine Segato – Sexual Intelligence (The Parachute Club)                                                           |       |
| 1987 | Ron Berti            | Love Is Fire (The Parachute Club)            | - Ron Berti – Waiting for a Miracle (Bruce Cockburn) - Mark Gane and Martha Johnson – Only You (M+M) - Nelu Ghiran – I'm an Adult Now (The Pursuit of Happiness) - Stephen Surjik – Should I See (Frozen Ghost) - Rob Quartly – Easy to Tame (Kim Mitchell) |       |
| 1989 | Michael Buckley      | Try (Blue Rodeo)                             | - Ron Berti – Wait for Me (The Northern Pikes) - James O’Mara and Kate Ryan – Our Little Secret (Art Bergmann) - Donald Robertson – Ingrid and the Footman (Jane Siberry) - Jean-Marc Pisapia – Ordinary People (The Box)                                   |       |
| 1990 | Cosimo Cavallaro     | Boomtown (Andrew Cash)                       | - Don Allan – Watcha Do to My Body (Lee Aaron) - Chris Hooper, Kevin Kane, Robert Longevall – All the Things I Wasn't (The Grapes of Wrath) - Greg Masuak – Giving Away a Miracle (Luba) - Kari Skogland – Waterline (Spoons)                               |       |
| 1991 | Joel Goldberg        | Drop the Needle (Maestro Fresh-Wes)          | - Don Allan – I Am a Wild Party (Kim Mitchell) - Don Allan – I Wanna Know (John James) - Ron Berti – She Ain't Pretty (The Northern Pikes) - Joel Goldberg – Let Your Backbone Slide (Maestro Fresh-Wes)                                                    |       |
| 1992 | Phil Kates           | Into the Fire (Sarah McLachlan)              | - Lyne Charlebois – Political (Spirit of the West) - Alain DesRochers – Dis-moi, dis-moi (Mitsou) - Dale Heslip – Superman's Song (Crash Test Dummies) - David Storey – Life is a Highway (Tom Cochrane)                                                    |       |
| 1993 | Curtis Wehrfritz     | Closing Time (Leonard Cohen)                 | - Lyne Charlebois – Bohemia (Mae Moore) - Peter Henderson – Locked in the Trunk of a Car (The Tragically Hip) - Curtis Wehrfritz – No Regrets (Tom Cochrane) - Curtis Wehrfritz – She La (54-40)                                                            |       |
| 1994 | Jeth Weinrich        | I Would Die for You (Jann Arden)             | - Don Allan – Rain Down on Me (Blue Rodeo) - Dale Heslip – Mmm Mmm Mmm Mmm (Crash Test Dummies) - Curtis Wehrfritz – The Future (Leonard Cohen) - Curtis Wehrfritz – I Can See Clearly Now (Holly Cole Trio)                                                |       |
| 1995 | Lyne Charlebois      | Tunnel of Trees (Gogh Van Go)                | - Curtis Wehrfritz – Bad Timing (Blue Rodeo) - Jeth Weinrich – Blame Your Parents (54-40) - Jeth Weinrich – Insensitive (Jann Arden) - Brenton Spencer – Push (Moist)                                                                                       |       |
| 1996 | Jeth Weinrich        | Good Mother (Jann Arden)                     | - Alain DesRochers – O Siem (Susan Aglukark) - Tim Hamilton – The Ballad of Peter Pumpkinhead (Crash Test Dummies) - Stephen Scott – Freedom (Colin James) - Curtis Wehrfritz – Sister Awake (The Tea Party)                                                |       |
| 1997 | Jeth Weinrich        | Burned Out Car (Junkhouse)                   | - Andrew MacNaughtan – Run Runaway (Great Big Sea) - Stephen Scott and James Cooper – Soaked (The Killjoys) - Curtis Wehrfritz – Someone Who's Cool (Odds) - Eric Yealland – Ahead by a Century (The Tragically Hip)                                        |       |
| 1998 | Javier Aguilera      | Gasoline (Moist)                             | - Tim Hamilton – A Little in Love (Paul Brandt) - Lisa Mann – Elmo (Holly McNarland) - Bill Morrison – Everything Is Automatic (Matthew Good Band) - Tony Pantages – Pearly White (Junkhouse)                                                               |       |
| 1999 | Javier Aguilera      | Forestfire (David Usher)                     | - Ulf Buddensieck – Lukey (Great Big Sea and The Chieftains) - Bill Morrison – Apparitions (Matthew Good Band) - Floria Sigismondi – Sweet Surrender (Sarah McLachlan) - Jeth Weinrich – Wishing That (Jann Arden)                                          |       |
| 2000 | Alanis Morissette    | So Pure (Alanis Morissette)                  | - Ulf Buddensieck – Underground (Moist) - Marc Lostracco – Strange Disease (Prozzäk) - Andrew MacNaughtan – On the Scene (Big Sugar) - William Morrison – Hello Time Bomb (Matthew Good Band)                                                               |       |
| 2001 | Rob Heydon           | Alive (Edwin)                                | - Micha Dahan – Drag You Down (Finger Eleven) - Micha Dahan – Thief (Our Lady Peace) - William Morrison – The Future is X-Rated (Matthew Good Band) - William Morrison – Load Me Up (Matthew Good Band)                                                     |       |
| 2002 | Sean Michael Turrell | Jealous of Your Cigarette (Hawksley Workman) | - Oli Goldsmith – In Repair (Our Lady Peace) - Josh Levy – I Hear You Calling (Gob) - Stephen Scott – Plumb Song (Snow) - Floria Sigismondi – In My Secret Life (Leonard Cohen)                                                                             |       |

### Video of the Year (seit 2003)
| Jahr | Sieger                                               | Video                            | Nominierungen | Ref.  |
| ---- | ---------------------------------------------------- | -------------------------------- | --- | ----- |
| 2003 | Ante Kovac and Matthew Good                          | Weapon (Matthew Good)            | - Craig Bernard – Black Black Heart (David Usher) - Craig Bernard and Danko Jones – Lovercall (Danko Jones) - Micah Meisner – Superstarr Pt. 0 (k-os) - Christopher Mills – PDA (Interpol)                                                    |       |
| 2004 | Floria Sigismondi                                    | Fighter (Christina Aguilera)     | - Don Allan – Heaven Only Knows (k-os) - Maxime Giroux – Into Your Hideout (Pilate) - Christopher Mills – Stars and Sons (Broken Social Scene) - Floria Sigismondi – Untitled (Sigur Rós)                                                     |       |
| 2005 | The Love Movement, k-os and Micah Meisner            | B-Boy Stance (k-os)              | - Stephen Scott – Perfect Wave (Barlow) - Floria Sigismondi – The End of the World (The Cure) - George Vale – One Evening (Feist) - Benjamin Weinstein – The Reasons (The Weakerthans)                                                        |       |
| 2006 | Micah Meisner                                        | Devil's Eyes (Buck 65)           | - Ralph Dfouni, Brigitte Henry – Con Toda Palabra (Lhasa de Sela) - Chris Grismer – Rebellion (Lies) (Arcade Fire) - Plates Animation – Neighborhood #3 (Power Out) (Arcade Fire) - Floria Sigismondi – Bom Bom Bom (Living Things)           |       |
| 2007 | Dave Pawsey and Jonathan Legris                      | Bridge to Nowhere (Sam Roberts)  | - k-os, Micah Meisner and Zeb Roc – ElectriK HeaT: The Seekwill (k-os) - Drew Lightfoot – Coast Is Clear (In-Flight Safety) - Floria Sigismondi – Hurt (Christina Aguilera) - Sean Michael Turrell – Devil in a Midnight Mass (Billy Talent)  |       |
| 2008 | Christopher Mills                                    | C'mon (Blue Rodeo)               | - Kyle Davison – Shake Tramp (Marianas Trench) - Vincent Morriset – Neon Bible (Arcade Fire) - Marc Ricciardelli – Walls Fall Down (Bedouin Soundclash) - Sean Wainsteim – Cheer It On (Tokyo Police Club)                                    |       |
| 2009 | Anthony Seck                                         | Honey Honey (Feist)              | - Davin Black – Blond Kryptonite (Saint Alvia) - Wendy Morgan – Going On (Gnarls Barkley) - Dave Pawsey – Detroit '67 (Sam Roberts) - Dave Pawsey – Them Kids (Sam Roberts)                                                                   |       |
| 2010 | Marc Ricciardelli                                    | Little Bit of Red (Serena Ryder) | - Harv Glazer – Anybody Listening (Classified) - Ben Steiger-Levine – Heavens to Purgatory (The Most Serene Republic) - Ben Steiger-Levine – Mr. Hurricane (Beast) - WeWereMonkeys – It's Okay (Land of Talk)                                 |       |
| 2011 | Kyle Davison                                         | Perfect (Hedley)                 | - Benjamin Lussier – Chargez! (Ariel) - Adam Makarenko and Alan Poon – Forced to Love (Broken Social Scene) - Michael Maxxis – Saint Veronika (Billy Talent) - Christopher Mills – Collect Call (Metric)                                      |       |
| 2012 | Mike Roberts                                         | Rumbleseat (The Sadies)          | - Jon Busby – Rows of Houses (Dan Mangan) - José Lourenço – Stamp (The Rural Alberta Advantage) - Michael Maxxis – Good Day at the Races (Hollerado) - John JP Poliquin – The Stand (Mother Mother)                                           |       |
| 2013 | Director X                                           | HYFR (Drake)                     | - Margaret Malandruccolo – Testify (Alan Doyle) - Margaret Malandruccolo – Fire It Up (Johnny Reid) - Sean Wainsteim – Little Boxes (Walk Off the Earth) - WeWereMonkeys – Little Talks (Of Monsters and Men)                                 |       |
| 2014 | Matt Barnes                                          | Feeling Good (The Sheepdogs)     | - Agathe Bray-Bourret – Je t'aime comme tu es (Daniel Bélanger) - Briin 'Briin?' Bernstein and Daniel AM Rosenberg – Friend of Mine (D-Sisive) - John Poliquin – Anything (Hedley) - WeWereMonkeys – King and Lionheart (Of Monsters and Men) |       |
| 2015 | Kiesza, Blayre Ellestad, Rami Afuni and Ljuba Castot | Hideaway (Kiesza)                | - Dane Collison – Preach (SonReal) - Grandson & Son – Lost You (Zeds Dead feat. Twin Shadow) - Natalie Rae Robison – Not Up to Me (Kandle) - Jeremy Schaulin-Rioux and Chandler Levack – Guilt Trip (PUP)                                     |       |
| 2016 | Xavier Dolan                                         | Hello (Adele)                    | - Peter Huang – For the Town (SonReal) - Eva Michon – Virgins (Death from Above 1979) - Jeremy Schaulin-Rioux and Chandler Levack – Dark Days (PUP) - Philip Sportel – Avalanche (Kalle Mattson)                                              |       |
| 2017 | Claire Boucher                                       | Kill v Maim (Grimes)             | - Jodeb – Killa (Wiwek/Skrillex) - Martin C. Pariseau – Lite Spots (Kaytranada) - Yassin Narcy Alsalman – R.E.D. (A Tribe Called Red feat. Yasiin Bey, Narcy & Black Bear) - Justin Stephenson – The Stranger (Gord Downie)                   |       |
| 2018 | Claire Boucher                                       | Venus Fly (Grimes)               | - Christopher Mills – Leaving the Table (Leonard Cohen) - Emma Higgins – The Drugs (Mother Mother) - Peter Huang – Gatekeeper (Jessie Reyez) - Shane Cunningham and Mark Myers – Knocking at the Door (Arkells)                               | [ 4 ] |
| 2019 | Ali Eisner                                           | No Depression (Bahamas)          | - Andrew De Zen – Places (Alaskan Tapes) - Andrew Hines – Powerless (Classified) - Ben Knechtel – Hang Ups (Scott Helman) - Peter Huang – Have a Nice Day (SonReal)                                                                           | [ 5 ] |
| 2020 | Sarah Legault                                        | Little Star (iskwē)              | - Caraz – Bun Dem (Sarahmée) - Johnny Jansen – Record Shop (Said the Whale) - Le GED – Back Off (Laurence Nerbonne) - Jonathan Robert – Topographe (Corridor)                                                                                 | [ 6 ] |